# Campanula persicifolia
La campanula con foglie di pesco (nome scientifico Campanula persicifolia L., 1753) è una pianta erbacea perenne, dai fiori blu/viola a forma di campana, appartenente alla famiglia delle Campanulaceae.

## Etimologia
Il nome generico (campanula) deriva dalla forma a campana del fiore; in particolare il vocabolo deriva dal latino e significa: piccola campana.

Dalle documentazioni risulta che il primo ad usare il nome botanico di “Campanula” sia stato il naturalista belga Rembert Dodoens, vissuto fra il 1517 e il 1585. Tale nome comunque era in uso già da tempo, anche se modificato, in molte lingue europee. Infatti nel francese arcaico queste piante venivano chiamate “Campanelles” (oggi si dicono “Campanules” o “Clochettes”), mentre in tedesco vengono dette “Glockenblumen” e in inglese “Bell-flower” o “Blue-bell”. In italiano vengono chiamare “Campanelle”. Tutte forme queste che derivano ovviamente dalla lingua latina. L'epiteto specifico (persicifolia) deriva dal latino "persicifolius-a-um" (= simile alle foglie del pesco) è stato dato per la somiglianza del fogliame con quello del pesco.

Il binomio scientifico della pianta di questa voce è stato proposto da Carl von Linné (1707 – 1778) biologo e scrittore svedese, considerato il padre della moderna classificazione scientifica degli organismi viventi, nella pubblicazione Species Plantarum - 1: 164. 1753 del 1753.

## Descrizione

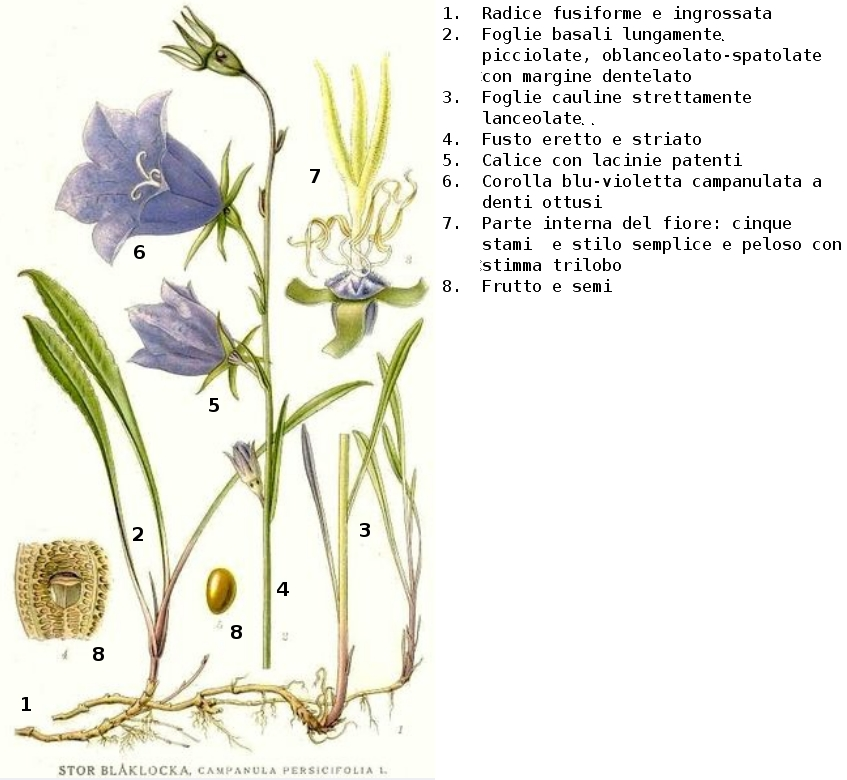
Descrizione delle parti della pianta

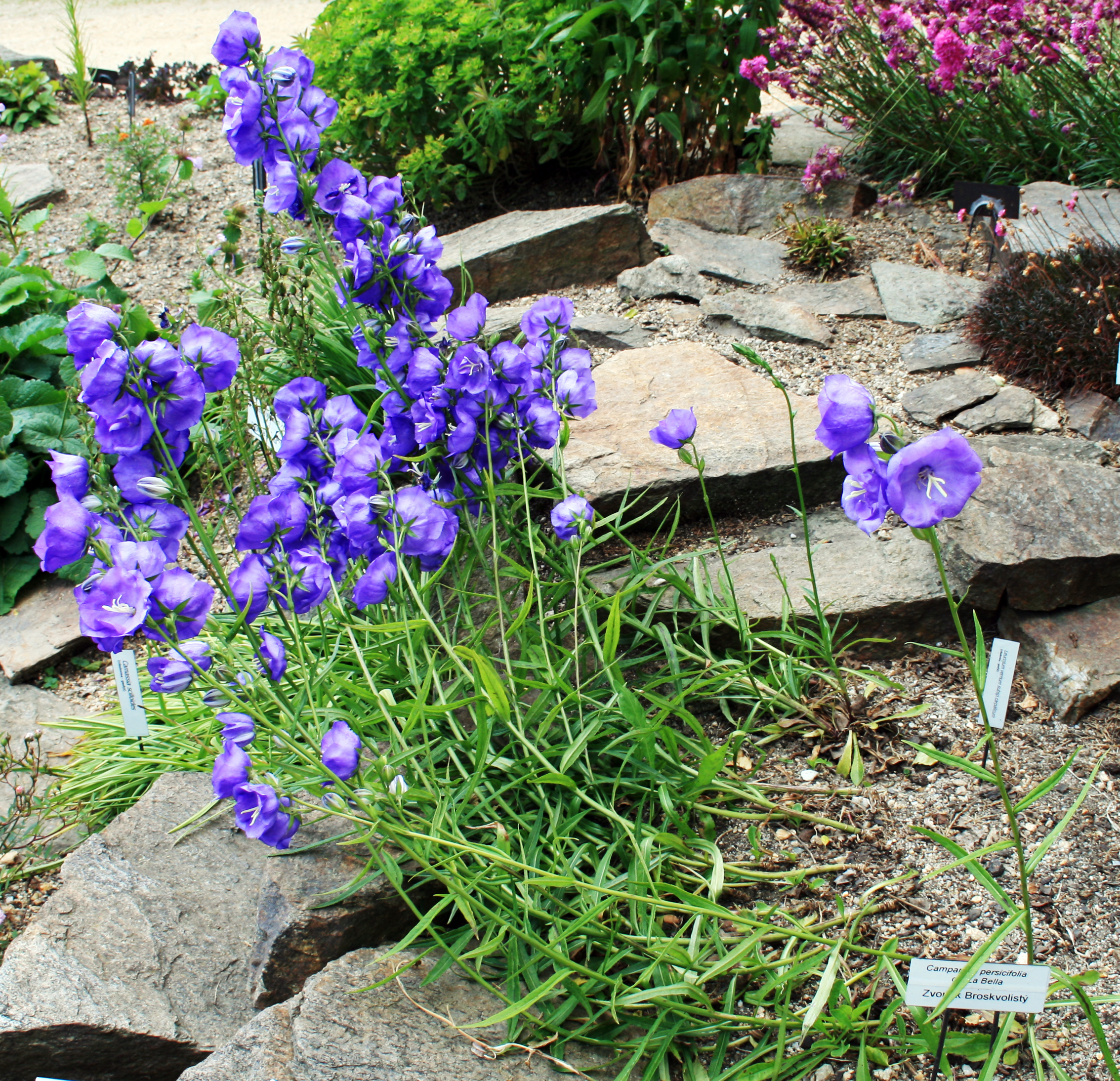
Portamento
(Botanical garden Liberec)

Questa pianta può arrivare fino a 1 metro di altezza (normalmente è alta da 50 a 80 cm). La forma biologica è definita come emicriptofita scaposa (H scap): quindi è una specie perennante per mezzo di gemme messe sul terreno; mentre il portamento consiste in un asse fiorale allungato con poche foglie. La pianta nel suo insieme è glabra, mentre al suo interno è presente del succo lattiginoso (accumulano inulina). Le foglie non sono persistenti (solo il fusto può rimanere visibile durante l'inverno). L'aspetto è quello di cespi radicali ramosi e un po' striscianti.

### Radice
La radice è fusiforme e ingrossata.

### Fusto

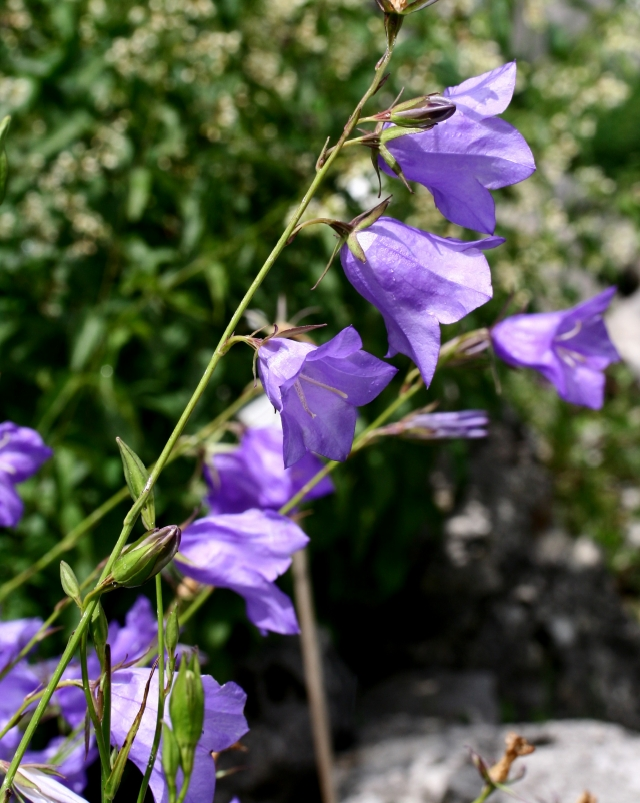
Il fusto è eretto con infiorescenza pauciflora

I fusti sono eretti, striati, angolosi e pubescenti con peli riflessi (flessi verso la luce). Inoltre nella parte alta sono ramosi e glabri. 

### Foglie
Le foglie sono semplici a disposizione alterna, senza stipole. La forma è simile a quelle del pesco, quindi sono lunghe e strette. 
- Foglie basali: quelle basali sono glabre, lungamente picciolate, riunite in lasse rosette (rosette irregolari), dalla forma oblanceolato – spatolata; il bordo del margine fogliare è dentellato in modo ottuso. Dimensione delle foglie basali: larghezza 15 mm, lunghezza 90 mm (il picciolo può arrivare fino a metà di questa dimensione).
- Foglie cauline: quelle cauline sono ancor più strette e di forma triangolare o lanceolate. Sono inoltre leggermente seghettate. La lunghezza del picciolo si riduce progressivamente verso l'alto. Dimensione delle foglie cauline: larghezza 7 – 10 mm, lunghezza 40 – 60 mm.

### Infiorescenza
L'infiorescenza è quella tipica dei racemi poco numerosi (racemi lassi), ma lunghi (si sviluppano per diversi centimetri lungo il fusto).

### Fiore

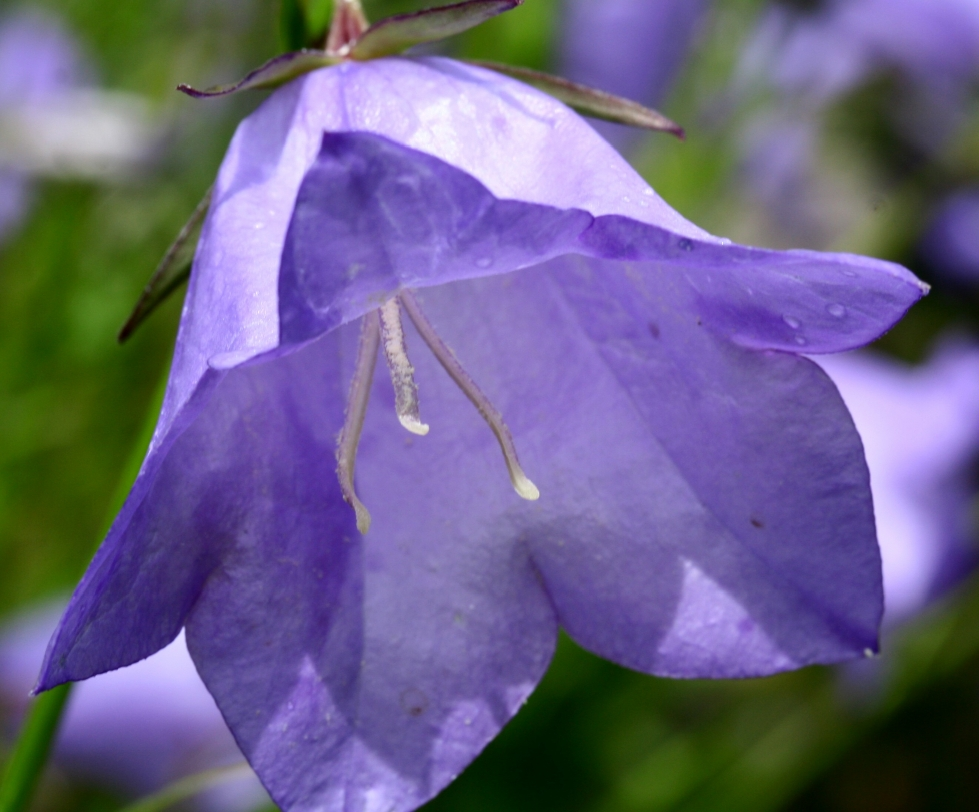
Il fiore

I fiori sono peduncolati e grandi; sono tetra-ciclici, ossia sono presenti 4 verticilli: calice – corolla – androceo – gineceo (in questo caso il perianzio è ben distinto tra calice e corolla) e pentameri (ogni verticillo ha 5 elementi). I fiori sono gamopetali, ermafroditi e attinomorfi. Dimensioni: lunghezza del peduncolo 1 – 2 cm, dimensione totale del fiore 25 – 40 mm.
- Formula fiorale: per questa pianta viene indicata la seguente formula fiorale:

K (5), C (5), A (5), G (2-5), infero, capsula
- Calice: il calice presenta un tubo terminante in 5 lacinie eretto – patenti, dalla forma lineare. È glabro. Dimensioni: lunghezza del tubo calicino 4 mm, lunghezza delle lacinie del calice 14 mm.
- Corolla: la corolla è ampiamente campanulata (la fauce è allargata) e divisa in 5 denti ottusi e profondi. Il colore è azzurro – violetto (raramente bianco oppure bianco orlato di blu). Dimensioni della corolla: 2 – 4 cm (di cui ¼ circa è la lunghezza dei denti).
- Androceo: gli stami sono 5 con antere libere (ossia saldate solamente alla base) e filamenti sottili ma membranosi alla base. Il polline è 3-porato e spinuloso.
- Gineceo: lo stilo è unico con 3 stigmi. L'ovario è infero, 3-loculare con placentazione assile (centrale), formato da 3 carpelli (ovario sincarpico). Lo stilo possiede dei peli per raccogliere il polline.
- Fioritura: da maggio a settembre.

### Frutti
I frutti sono delle capsule ovoidi; sono poricide 3-loculari, con deiscenza laterale o nella parte apicale sotto i denti del calice. I semi sono molto minuti.

## Riproduzione
- Impollinazione: l'impollinazione avviene tramite insetti (impollinazione entomogama con api e farfalle anche notturne). In queste piante è presente un particolare meccanismo a "pistone": le antere formano un tubo nel quale viene rilasciato il polline raccolto successivamente dai peli dallo stilo che nel frattempo si accresce e porta il polline verso l'esterno.[9]
- Riproduzione: la fecondazione avviene fondamentalmente tramite l'impollinazione dei fiori (vedi sopra).
- Dispersione: i semi cadendo a terra (dopo essere stati trasportati per alcuni metri dal vento, essendo molto minuti e leggeri – disseminazione anemocora) sono successivamente dispersi soprattutto da insetti tipo formiche (disseminazione mirmecoria).

## Distribuzione e habitat

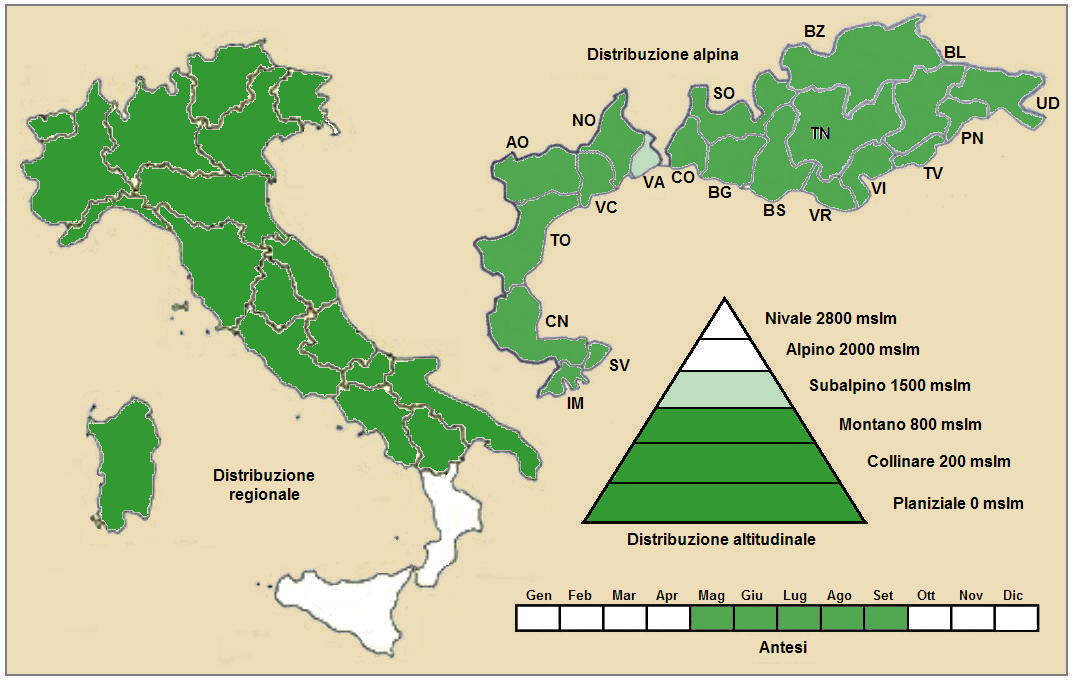
Distribuzione della pianta
(Distribuzione regionale – Distribuzione alpina)

- Geoelemento: il tipo corologico (area di origine) è Europeo. Viene comunque considerata come specie indigena della penisola Italiana.
- Distribuzione: è una pianta comune nelle Alpi (sia in Italia che all'estero) e nell'Appennino settentrionale (fascia collinare e pedemontana). È assente in molte isole italiane. Sugli altri rilievi europei collegati alle Alpi si trova nella Foresta Nera, Vosgi, Massiccio del Giura, Massiccio Centrale, Pirenei e Carpazi. Nel resto del mondo si trova nel Nord America (comprese le zone fredde più a nord), abbondantemente in Europa, in Asia settentrionale e India, e qualche presenza nella zona australe.
- Habitat: cresce nei luoghi in mezz'ombra lievemente umidi; si trova quindi ai margine dei boschi, bordi dei sentieri, nei cespuglieti e radure; ma anche nelle pinete, gineprai, faggete e querceti. L'habitat preferito per queste piante sono il substrato calcareo ma anche calcareo/siliceo con pH basico, bassi valori nutrizionali del terreno che deve essere umido.
- Distribuzione altitudinale: dai 100 ai 1500 m s.l.m.; da un punto di vista altitudinale questa specie frequenta il piano vegetazionale collinare, quello montano e in parte quello subalpino (oltre a quello subplaniziale);

### Fitosociologia
Dal punto di vista fitosociologico la specie di questa scheda appartiene alla seguente comunità vegetale:
Formazione : comunità forestali
Classe : Quercetea pubescentis
Ordine : Quercetalia pubescenti-sessiliflorae

## Tassonomia
La famiglia di appartenenza della Campanula persicifolia (Campanulaceae) è relativamente numerosa con 89 generi per oltre 2000 specie (sul territorio italiano si contano una dozzina di generi per un totale di circa 100 specie); comprende erbacee ma anche arbusti, distribuiti in tutto il mondo, ma soprattutto nelle zone temperate. Il genere di questa voce appartiene alla sottofamiglia Campanuloideae (una delle cinque sottofamiglie nella quale è stata suddivisa la famiglia Campanulaceae) comprendente circa 50 generi (Campanula è uno di questi). Il genere Campanula a sua volta comprende 449 specie (circa 50 nella flora italiana) a distribuzione soprattutto circumboreale.

Il Sistema Cronquist assegna al genere Campanula la famiglia delle Campanulaceae e l'ordine delle Campanulales mentre la moderna classificazione APG la colloca nell'ordine delle Asterales (stessa famiglia). Sempre in base alla classificazione APG sono cambiati anche i livelli superiori (vedi tabella all'inizio a destra).

Il numero cromosomico di C. persicifolia è: 2n = 16.

### Varietà
Per questa specie sono riconosciute valide due sottospecie (oltre alla sottospecie principale persicifolia) qui di seguito descritte. (Non tutte le checklist riconoscono queste sottospecie)
- Campanula persicifolia subsp. sessiliflora (Velen.) FED. ex Greuter & Burdet, 1982
- Campanula persicifolia subsp. subpyrenaica (Timb.-LAgr.) FED., 1973

### Sinonimi
La specie Campanula persicifolia, in altri testi, può essere chiamata con nomi diversi. L'elenco seguente indica alcuni tra i sinonimi più frequenti:
- Campanula amygdalifolia Salisb.
- Campanula attenuata Ledeb. ex Spreng.
- Campanula crystallocalyx Adamovic
- Campanula dasycarpa Kit.
- Campanula dasycarpa Kit. ex Schultes
- Campanula hispida Lej.
- Campanula humilis Schur
- Campanula lanceolata J.Presl & C.Presl
- Campanula linifolia L.
- Campanula magellensis Ten.
- Campanula persicifolia f. alba  Voss
- Campanula persicifolia var. alpina Schur
- Campanula persicifolia var. angustifolia A.DC.
- Campanula persicifolia f.  coronata Voss
- Campanula persicifolia var. crystallocalyx (Adamovic) Hayek
- Campanula persicifolia var. dasycarpa (Kit.) A.DC.
- Campanula persicifolia var. eriocarpa  Schur
- Campanula persicifolia var. eriocarpa  Syr.
- Campanula persicifolia subsp. eriocarpa (K. Koch) U. Dettmann & Rothm.
- Campanula persicifolia var. glaberrima  Schur
- Campanula persicifolia var. grandiflora  Schur
- Campanula persicifolia var. hispida  (Lej.) A.DC.
- Campanula persicifolia var. hispidior  Trautv.
- Campanula persicifolia var. humillima  Schur
- Campanula persicifolia f.  kirschlegeri  Soó
- Campanula persicifolia var. laevicaulis  Korsh.
- Campanula persicifolia var. laevicaulis  Korsch.
- Campanula persicifolia var. lanceolata  Steud.
- Campanula persicifolia var. lasiocarpa  Korsh.
- Campanula persicifolia var. lasiocarpa  Korsch.
- Campanula persicifolia var. maxima  Sims
- Campanula persicifolia var. monstrosa  Schur
- Campanula persicifolia var. parviflora  Peterm.
- Campanula persicifolia var. parviflora  Kirschl.
- Campanula persicifolia subsp. persicifolia
- Campanula persicifolia var. pumila  (F.W.Schmidt) Schult.
- Campanula persicifolia var. reflexa  Dalla Torre & Sarnth.
- Campanula persicifolia var. sessiliflora  Velen.
- Campanula persicifolia var. suskalovicii  Adamovic
- Campanula persicifolia var. uniflora  Noulet
- Campanula pumila f. W.Schmidt
- Campanula rhodii Loisel.
- Campanula sessiliflora K. Koch
- Campanula speciosa Gilib. [Invalid]
- Campanula subpyrenaica Timb.-Lagr. (1855)
- Campanula stenopoda Gand.
- Campanula vesula All.
- Neocodon persicifolius (L.) Kolak. & Serdyuk.
- Rapunculus persicifolius (L.) Fourr.

## Usi

### Cucina
In cucina si usano i fiori, le foglie e le radici.

### Giardinaggio
Queste piante non temono il freddo per cui sono facili da coltivare nei giardini a qualsiasi quota e latitudine. Sono inoltre presenti delle belle varietà a fiori doppi (vedere il paragrafo “Varietà”).

## Altre notizie
La campanula con foglie di pesco in altre lingue è chiamata nei seguenti modi:
- (DE)  Pfirsichblättrige Glockenblume
- (FR)  Campanule à feuilles de pècher
- (EN)  Peach-leaved Bellflower

## Galleria d'immagini

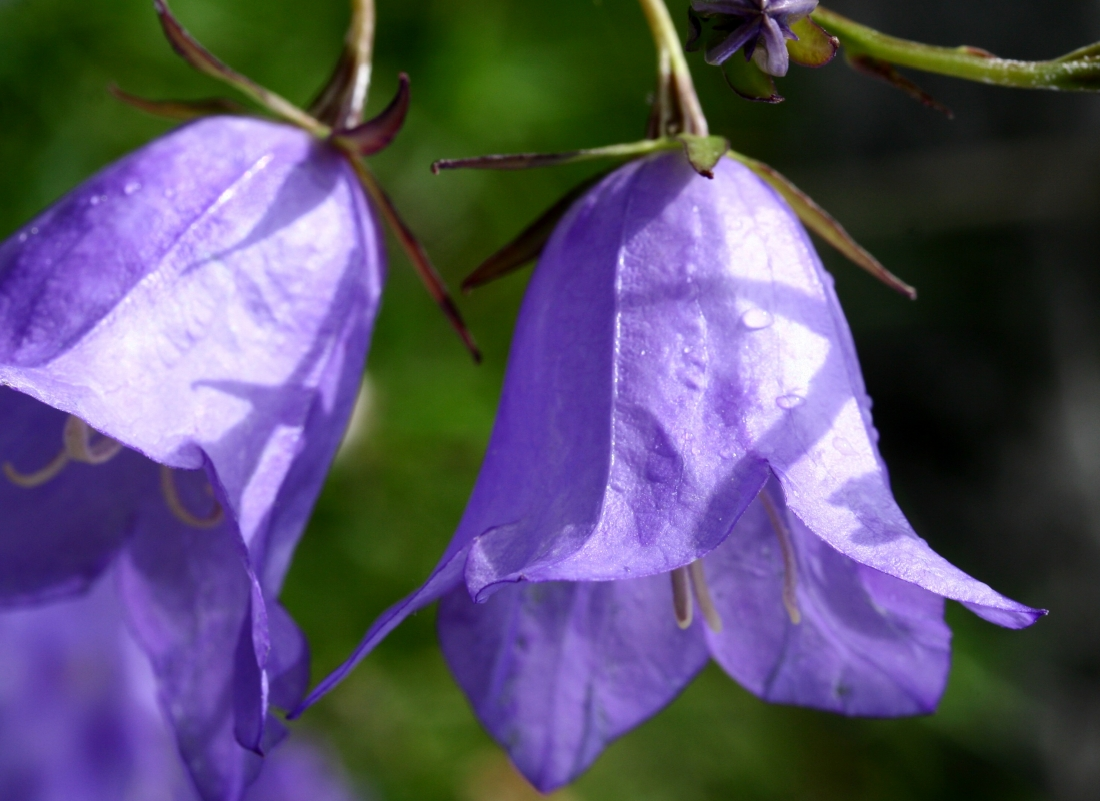
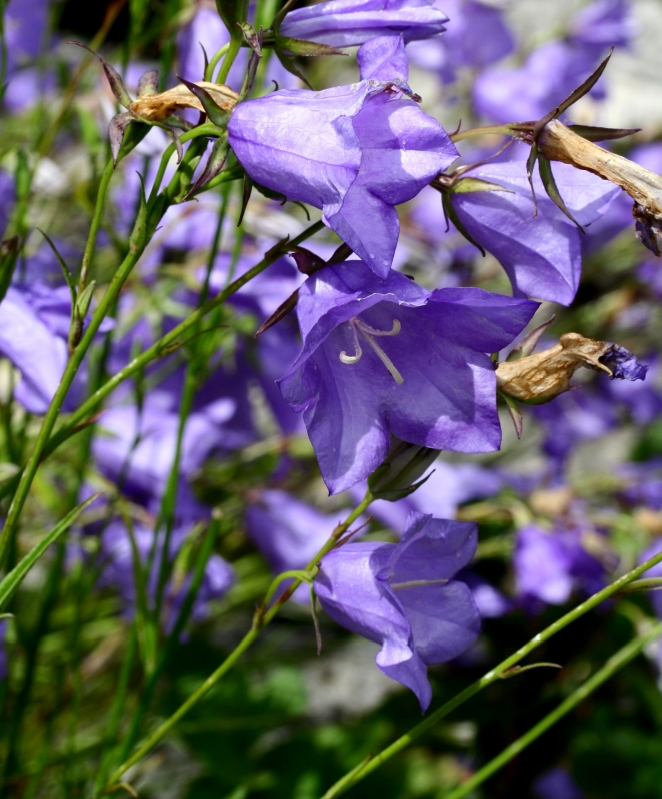
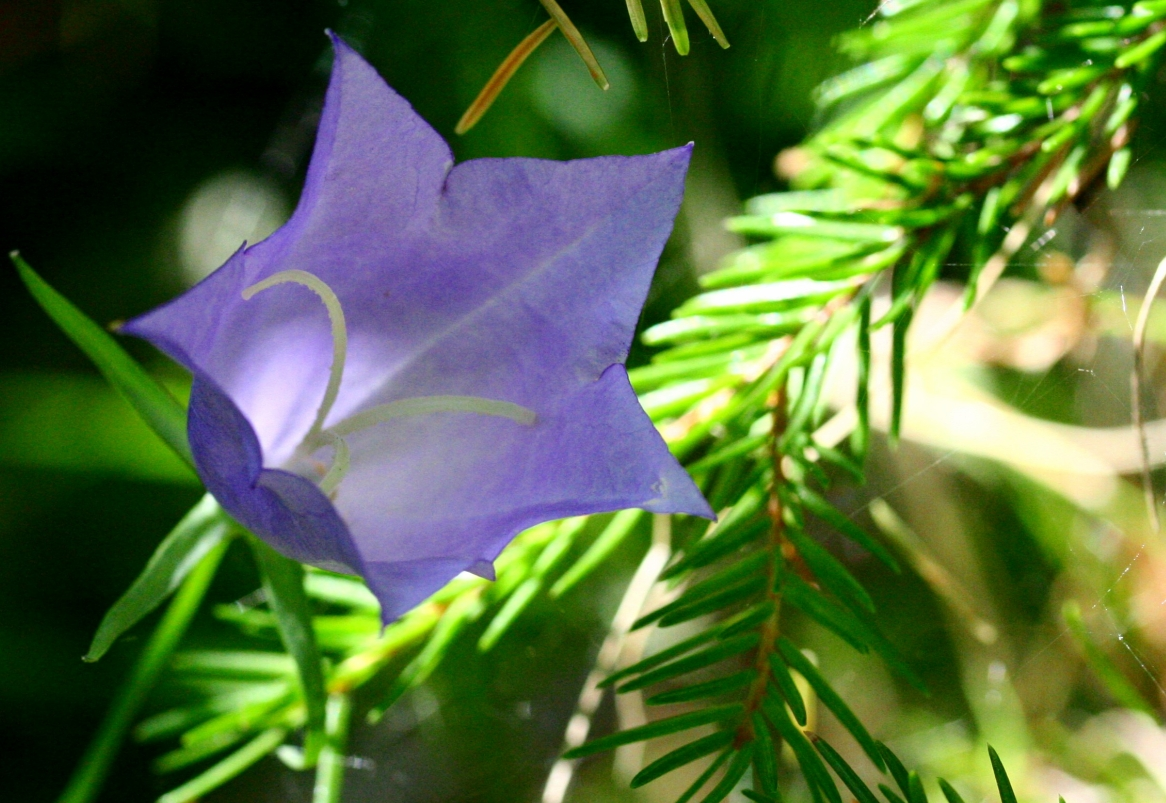
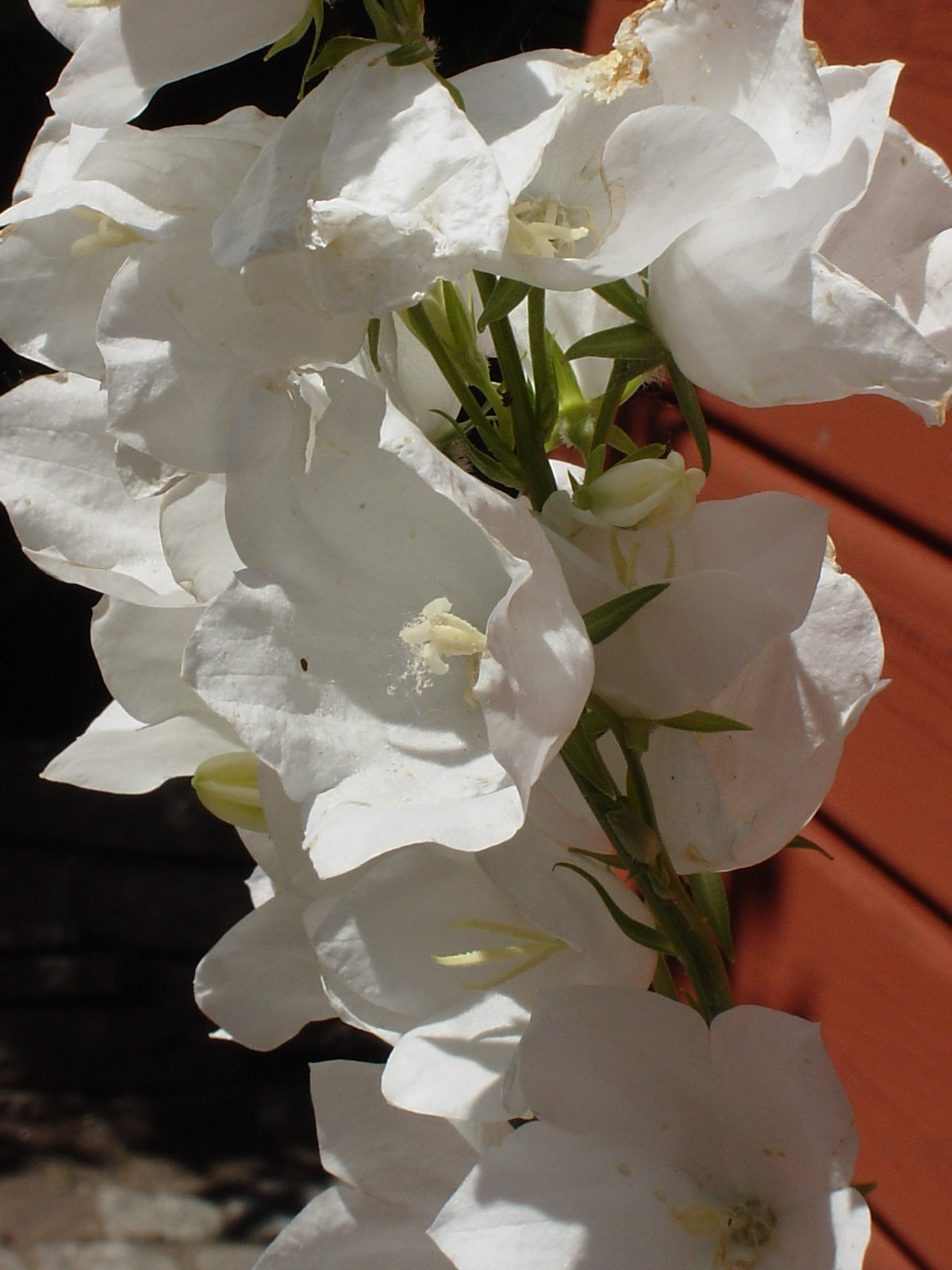